# Сліпець (фільм)
«Сліпе́ць» («Blind») — американська кінодрама 2016 року, знята режисером Майклом Мейлером, з Алеком Болдвіном і Демі Мур у головних ролях.

## Сюжет
Життю Сьюзен позаздрили б багато хто — розкішні апартаменти в центрі міста, дорогі прикраси, гламурні вечірки в товаристві впливових людей Америки. Одного разу життя світської красуні кардинально змінюється після арешту її чоловіка, великого бізнесмена, якому інкримінували великі фінансові махінації з використанням банківських рахунків своєї дружини.
За вироком суду Сьюзен зобов'язана відпрацювати 100 годин у спеціальній установі. Там Сьюзен знайомиться з Біллом, який потрапив в автомобільну катастрофу, в якій повністю втратив зір. Білл має досить поганий характер і спочатку їхні стосунки не складаються. Але з кожним днем вони дедалі більше починають пізнавати одне одного і їхнє вимушене спілкування переходить у щось більше, ніж проста дружба.

## У ролях
- Алек Болдвін — Білл Окленд
- Демі Мур — Сюзанн Датчман
- Ділан Макдермотт — Марк Датчман
- Іден Епстайн — Елла
- Джеймс Маккафрі — Говард Каннінгем
- Жерардо Родрігес — Френк
- Віва Б'янка — Діана
- Стівен Прескод — Гевін
- Дрю Морлейн — Тім Ландрі
- Хлої Гоутал — Бекка
- Рене Віллетт — Келлі
- Джон Буффало Майлер — Джиммі
- Джон Майкл Лайлз — Кайл
- Скотт Клюге — Курт
- Карен Геллер — сліпий співробітник
- Джабарі Грей — Андре, агент ФБР
- Рей Рітке — Мішель Окленд
- Дороті Лаймен — суддя
- Стівен Мейлер — Арнольд, адвокат
- Скі Карр — бандит
- Пітер Френсіс Джеймс — повірений
- Ентоні Естрада — сліпий
- Веленс Томас — офіцер поліції
- Ненсі Еллен Шор — гість на вечірці

## Знімальна група
- Режисер — Майкл Мейлер
- Сценаристи — Джон Буффало Майлер, Даян Фішер
- Оператор — Міхал Домбаль
- Композитори — Дейв Еггар, Емі Лі, Чак Палмер
- Художник — Лора Міллер
- Продюсери — Алек Болдвін, Тамара Ступарич де ла Барра, Марк Деймон, Джонатан Грей, Майкл Мейлер, Дейвід Москоу, Памела Тур, Рене Віллетт, Даян Фішер, Скотт Клюге
- Кастинг-директора — Дін І Фронк, Дональд Пол Пемрік, Керолайн Сінклер